# Les Gargalles Altes

Les Gargalles Altes, respecte del terme d'Abella de la Conca

Les Gargalles Altes, és un indret a cavall dels termes municipals d'Abella de la Conca i de Conca de Dalt (antic terme d'Hortoneda de la Conca), a la comarca del Pallars Jussà.
Està situat al vessant septentrional de la Serra de Carreu, al nord-oest de lo Tossalet. A llevant de les Gargalles Altes s'estén el Bosc de Carreu.